# Angelo Decembrio
Angelo Decembrio   (Milà, 1415 - valor desconegut, mil·lenni II (>1467)) Angelo Camillo Decembrio fou un escriptor, diplomàtic, polític i un dels destacats humanistes del Renaixement italià.

## Biografia

### Formació. El nucli humanista de Ferrara
És a través de la seva obra De politiæ litterariæ, que coneixem algunes notes biogràfiques de la seva joventut. Va estudiar a Milà i després va anar a Ferrara (on sembla que la seva presència s'estén del 1430 al 1438), tant per seguir les lliçons de medicina d'Ugo Bensi, com per assistir al cercle literari de Guarino de Verona.
Des de la mort dels seus pares, el seu germà Pier Candido Decembrio, tingué cura d'ell i l'educà. Fou qui l'adreçà a formar-se a Ferrara on, probablement es llicencià en medicina. Allà formà part del nucli humanista vinculat a Lionel d'Este mecenes i senyor de Ferrara. Probablement, després visqué a Milà d'on va tornar a Ferrara després de la mort de Felip Maria Visconti i la proclamació de la República Ambrosiana.

### Estada a la corona Catalano-Aragonesa
Retornat a Ferrara, després de la mort de Lionel d'Este el 1450, Angelo es va traslladar per primer cop a Barcelona. Temps després, formà part de la cort d'Alfons el Magnànim a Nàpols. A la mort d'aquest va tornar a Barcelona el 1458 unit al seguici de Carles de Viana o d'Aragó. El qual li encarregà de la seva biblioteca i probablement l'ajudà en la traducció que el príncep Carles havia iniciat de l'Ètica d'Aristòtil.
També seguint Carles de Viana, Angelo Decembrio viatjà a Mallorca (1459 -1460) i de retorn a Barcelona acompanyà al príncep en el seu captiveri i, després, fins a la seva prematura mort, el 1461, que tan greus conseqüències tingué. Seguidament es traslladà a Saragossa acollit pel rei Joan II d'Aragó des d'on realitzà algun viatge a Castella.
Fruit de les seves recerques aplegà un important volum de llibres, manuscrits i altres béns. Els quals envià cap a Ferrara a través d'uns mercaders. Però foren assalts i robats per bandolers a sou del comte Joan V d'Armagnac al Llenguadoc. En arribar a Ferrara a través de gestions diplomàtiques de Borso d'Este i del duc de Milà va mirar de recuperar endebades el rellevant fons cultural robat. El fons documental acabà subhastat i dispersat.
El 1466 és enviat com ambaixador per d'Este. No es tenen més notícies biogràfiques fins a la seva mort, possiblement a Ferrara..

## De politiæ litterariæ
L'obra més coneguda Angelo Decembrio és De politiæ litterariæ formada per set llibres de diàlegs literaris. L'humanista milanès aportà en aquest llibre un registre únic, encara que fictici i idealitzat, de la vida literària a la cort de Ferrara a l'època de Lionel d'Este. La seva cort va ser l'hàbitat predilecte de Guarino de Verona, un dels grans referents de l'humanisme del Quattrocento que apareix assíduament a l'obra. Però el gran protagonista n'és el marquès Lionelo conjuntament amb membres d'una elit intel·lectual aplegada al seu voltant.
El títol fa referència a assolir la política com a elegància i remet a una precisa estratègia cultural: la polita latinitas. La qual es proposa com l'expressió d'una de nova aristocràcia intel·lectual. El text s'ocupa de diferents àmbits concrets de la llengua, la literatura i l'art. Els seus diàlegs han interessat àmpliament als estudiosos de l'humanisme i el Renaixement.
Dos manuscrits de Politiæ litterariæ es van conservar a la Biblioteca Vaticana, un s'ha perdut. S'imprimí per primera vegada a Augustae Vindelicorum (Habsburg) per Heinrici Steyneri l'any 1540.

## Altres obres
Malauradament, han desaparegut la majoria de les altres obres d'Angelo Decembrio, però les ben poques que s'han conservat manifesten l'amplitud dels seus interessos que abasten des de la medicina, la poesia i la religió fins a la cultura de l'antiga Roma, Horaci i Virgili.
Destacables són el carmina que escrigué en honor de Carles de Viana o els seus treballs sobre la Ilíada que dedicà al jurista mallorquí Mateu Malferit ambaixador del rei d'Aragó a Ferrara.